# Мохаммед Реза Адельхані
Мохаммед Реза Адельхані (перс. محمدرضا عادلخانی‎,; нар. 13 лютого 1947, Тегеран, Іран) — іранський футболіст, нападник. Перший іранець, який отримав тренерську ліцензію категорії UEFA Pro. Лівоногий футболіст.

## Клубна кар'єра
Народився 13 лютого 1947 року в Тегерані. Футболом розпочав займатися 1960 року в «Таджі».
Під час перебування з «Таджем» у Туреччині та гри в товариського матчі, німецькі скаути помітили юного таланта. У 15 річному віці перебрався до молодіжної академії мюнхенської «Баварії», ставши першим іранським футболістом, який виїхав для виступів в Європі. Зіграв декілька товариських матчів за першу команду. З 1964 року грав за другу команду «баварців» на аматорському рівні, яку залишив 1966 року.
Напередодні початку сезону 1996/97 років перейшов у «Рот-Вайс» (Обергаузен) з Регіоналліги «Захід». У сезоні 1968/69 років перейшов до «Вупперталера», наступного сезону транзитом через «Боннер» опинився в «Ваттеншайді». У сезоні 1971/72 років виступав у Регіоналлізі за «Клафельд-Гейсвельд».
Отримав травму, одужав, після цього виступав на батьківщину, де став гравцем «Таджу». Разом з командою вигав срібні нагороди іранського чемпіонату 1974 року. У 1976 році перебрався в «Шахбаз», якому допоміг стати бронзовим призером чемпіонату Ірану 1976/77. Футбольну кар'єру завершив 1979 року.

## Кар'єра в збірній
З 1973 по 1978 рік зіграв 17 матчів та відзначився 2-а голами у футболці національну збірну Ірану. Дебютував у футболці 18 серпня 1973 року в першому фінальному матчі плей-оф кваліфікації олімпійських ігор 1974 (між переможцями груп C та D) у Сіднеї в програному (0:3) поєдинку проти Австралії.
Виступав за збірну в кваліфікації чемпіонату світу 1978 року, проте у фінальній частині змагання, оскільки травмував ногу на початку турніру, коли врятував свою дочку від падіння зі сходів. Таким чином, футбольний турнір на Азійських іграх 1974 року в Тегерані залишався єдиною головною подією, в якій зіграв Мохаммед. 16 вересня разом з іранцями здобув перемогу (1:0) у фінальному поєдинку проти Ізраїлю, завдяки автоголу Іцхака Шума.
Востаннє одягав футболку збірної Ірану 26 квітня 1978 року в нічийному (1:1) поєдинку проти Болгарії.

## Досягнення
- Азійські ігри
  -  Чемпіон (1): 1974

- Про-ліга Перської затоки
  -  Чемпіон (1): 1975